# Évaluation des risques-clients
Pour les articles homonymes, voir Évaluation et scoring.
L’évaluation des risques-clients  (anglais : credit scoring ou évaluation du crédit par cote) désigne aujourd'hui un ensemble d'outils financiers d’aide à la décision utilisés pour évaluer automatiquement (par un algorithme) la solvabilité d'un « tiers » ainsi que le risque de non-remboursement de prêts ou de traites d'assurance, de loyer, etc. Aux États-Unis, le crédit scoring, inclut également les vols à l'étalage.
Ces outils sont principalement utilisés aux États-Unis (depuis plus d'un siècle) puis ont été utilisés au Canada (à partir des années 1920), dans certains pays anglophones et ailleurs.
Trois agences privées dominent actuellement ce secteur de la finance, :  
- Equifax (la plus ancienne)
- Experian
- TransUnion

## Usages
Ce type d'évaluation est réalisée dans les cas suivants :
- évaluation d'un client (gestion de l'exposition à un risque financier, créances douteuses par exemple) ;
- référencement d'un nouveau fournisseur stratégique ;
- contractualisation avec un partenaire (distributeur par exemple).
- lutte contre le blanchiment d'argent

Les secteurs de la Banque, assurance, prévoyance ont des obligations de vigilance légale et d'évaluation financière de plus en plus importante concernant la gestion du risque financier, en particulier dans la gestion des portefeuilles entreprises (Bâle II et Solvabilité II…).
Les entreprises de « bancassurance » doivent mettre en place une politique de « cotation » sur l'ensemble de leur portefeuille client pour obtenir une évaluation en temps réel. Cette évaluation est stratégique car permettant à la banque d'immobiliser les ressources en fonds propre au plus juste pour disposer par ailleurs d'un maximum de liquidité.
Le gouvernement chinois met en place en 2014 pour l'horizon 2020 un système de crédit social, en partenariat avec des entreprises privées telles Alibaba et Sesame Credit afin de mesurer solvabilité du consommateur individuel et des entreprises et du niveau de fraude de ces deux-ci, et des efforts de bénévolat des citoyens,,.

## Méthode
Un choix s'impose aux banques et assureurs :
- externalisation du calcul et de la mise à jour de la cote-client par un prestataire  (solution largement dominante en Amérique du Nord) ;
- internalisation de la réalisation (seule ou éventuellement accompagnée, solution dominante en Europe).

## Jurisprudence européenne
D'après la jurisprudence européenne, le règlement RGPD interdit les décisions automatiques qui ont un impact significatif sur les personnes après la démission du troisième gouvernement de Mark Rutte (Mark Rutte). Ainsi, en Allemagne, le scoring la SCHUFA enfreint le règlement GDPR. En France, l’algorithme de « data mining » de la CNAF (qui concerne 14 millions de personnes) pourrait aussi être affecté par cette jurisprudence. En France, d'autres sujets pourraient être affectés par cette décision comme la transparence algorithmique de Parcoursup qui attribue les places dans les universités françaises et autres études supérieures ou d'autres organismes: Assurance maladie, Assurance vieillesse, Mutualités Sociales Agricoles et Pôle Emploi.